# Jira Danbawornkiat
Jira Danbawornkiat (tiếng Thái: จิระ ด่านบวรเกียรติ, phiên âm: Chi-ra Đan-bo-von-ki-ét, sinh ngày 18 tháng 3 năm 1985) còn có nghệ danh là Fluke (ฟลุ๊ค), là một diễn viên và ca sĩ người Thái Lan gốc Hoa. Anh được biết đến qua các bộ phim truyền hình của Channel 8 (CH8) và là thành viên nhóm nhạc C-Quint.

## Tiểu sử
Fluke từng theo học chuyên ngành kĩ thuật viên máy tính tại Viện Công nghệ King Mongkut Ladkrabang và tốt nghiệp thạc sĩ ngành quản trị kinh doanh trường đại học Assomption. Fluke gia nhập ngành giải trí với tư cách là thành viên của nhóm nhạc pop C-Quint nổi tiếng năm 2008. Năm 2011, Fluke nhận được vai chính đầu tiên trong bộ phim tâm lý hài hước Keuy Rot Kha Poh Tha Rot Khing (Chàng rể ma, bố vợ quái). Sau đó, anh và Pinky trở thành cặp đôi được khán giả yêu thích khi tham gia nhiều bộ phim cùng nhau như Biệt ly, Bản nhạc định mệnh (Rachanee Look Toong), Thiên sứ tội lỗi (Tong Prakai Saed)...
Fluke còn có mối tình lâu năm với ca sĩ người Lào "Apple" Sisangian Sihalath và cả hai tổ chức đám cưới năm 2017.

## Các bộ phim đã từng tham gia

### Phim truyền hình
| Năm  | Phim                                                                      | Vai                         | Đóng với                                                            | Đài    |
| ---- | ------------------------------------------------------------------------- | --------------------------- | ------------------------------------------------------------------- | ------ |
| 2011 | Keuy Rot Kha Poh Tha Rot Khing Chàng rể ma, bố vợ quái                    | Mathin                      | Sakolrat Wornurai                                                   | CH8    |
| 2012 | Tong Prakai Saed Thiên sứ tội lỗi                                         | Mit                         | Savika Chaiyadej                                                    | CH8    |
| 2012 | Rachanee Look Toong Bản nhạc định mệnh                                    | Jirayu                      | Savika Chaiyadej                                                    | CH8    |
| 2013 | Poo Chana Sip Tit                                                         | มังตรา /ตะเบงชเวตี้ / ตะปิ่นชเวตี |                                                                     | CH8    |
| 2014 | Sap Sang Lời nguyền tình yêu                                              | Nara                        | Jarinya Sirimongkolsakul                                            | CH8    |
| 2014 | Pua Chua Krao Tình ngang trái                                             | Krit                        | Nusaba Wanichangkul & Arisara Buaprang                              | CH8    |
| 2015 | Waen Thonglueang Biệt ly                                                  | Toshiro                     | Savika Chaiyadej                                                    | CH8    |
| 2015 | Plerng Pai Ngọn lửa tình                                                  | Wutti                       | Jarinya Sirimongkolsakul                                            | CH8    |
| 2015 | Khunying Nok Thamniap                                                     | Suphan                      | Pataratida Patcharawirapong                                         | CH8    |
| 2016 | Sapai Rod Saab Nàng dâu lắm chiêu                                         | Pangon                      | Gaewalin Sriwanna                                                   | CH8    |
| 2016 | Bap Bap Kan Vòng xoáy tội ác                                              | Ramnarin "Rin" Phrombodin   | Chalida Klampan                                                     | CH8    |
| 2017 | Jai Luang Trái tim hai mặt                                                | Thaywa                      | Gaewalin Sriwanna                                                   | CH8    |
| 2018 | Rak Chan Sawan Jat Hai                                                    | Puchong                     | (khách mời)                                                         | CH8    |
| 2019 | Manee Naka Chuyện tình xà nữ                                              | Ong Mujalin Nakarat         | Arisara Thongborisut                                                | CH8    |
| 2019 | ซีรี่ส์ลิขิตชีวิต ตอน เจ้ากรรมนายเวร                                               | Cheewa                      |                                                                     | CH8    |
| 2020 | Ruen Sai Sawart Oán hận phải trả                                          | Prajak                      | Yardthip Rajpal                                                     | CH8    |
| 2020 | Khum Sab Lum Kong Truyền thuyết Mekong                                    | Boromchai / Prahm Bowonchot |                                                                     | CH8    |
| 2022 | Club Friday The Series - Love Season Celebration: The Last Happy New Year | Winit                       | Karnklao Duaysienklao, Jirayu Thantrakul, Atsadaporn Siriwattanakul | One 31 |
|      | Lay Luntaya                                                               |                             | Atcharee Buakhiao                                                   | CH8    |